# Janet Patterson
Janet Patterson (* 12. August 1956 in Sydney, New South Wales; † 21. Oktober 2016 ebenda) war eine australische Kostümbildnerin und Artdirectorin, die nicht nur viermal für den Oscar für das beste Kostümdesign nominiert war, sondern auch zahlreiche andere Filmpreise für die von ihr entworfenen Kostüme erhielt.

## Leben
Janet Patterson arbeitete zunächst Mitte der 1980er als Kostümbildnerin bei Fernsehproduktionen wie Palace of Dreams (1985) und Zwei gute Freundinnen (1986). Für Wege der Liebe (1992) war sie zunächst 1992 für den Preis des Australian Film Institute (AFI Award) für das beste Produktionsdesign nominiert.
Einen ersten internationalen Erfolg hatte sie mit den Kostümen für den Film Das Piano (1993). Hierfür erhielt sie nicht nur ihre erste Nominierung für den Oscar für das beste Kostümdesign bei der Oscarverleihung 1994, sondern gewann 1994 neben dem AFI Award auch den BAFTA Award der British Academy of Film and Television Arts (BAFTA) für die Besten Kostüme.
Ein weiterer Erfolg war der Film Portrait of a Lady (1996). Neben einer weiteren Nominierung für den Oscar für das beste Kostümdesign 1997 gewann sie den Los Angeles Film Critics Association Award für das beste Szenenbild (LACFA Award), wobei sie diesen Preis mit Brian Morris, dem Kostümdesigner des Films Evita teilte. Daneben war sie 1997 für den Satellite Award für das herausragendste Kostümdesign sowie die herausragendste Artdirection nominiert.
Die nächste Oscar-Nominierung erhielt sie 1998 für die Kostüme in Oscar und Lucinda (1997) und gewann hierfür auch den AFI Award 1998. 2004 erhielt sie dann eine Nominierung der Academy of Science Fiction, Fantasy & Horror Films für den Saturn Award für das beste Kostüm für Peter Pan (2003).
Ihren letzten Erfolg hatte sie für die Kostüme in Bright Star: Neben dem Oscar für die besten Kostüme bei der Oscarverleihung 2010 war sie auch für einen weiteren BAFTA Award für das beste Kostümdesign nominiert und gewann schließlich 2010 hierfür den IF Award für das beste Produktionsdesign. Zuletzt war sie an Am grünen Rand der Welt (2015) beteiligt.
Ihr Tod wurde Ende Oktober 2016 publik, ihr genaues Alter und die Todesursache wurden unter Verschluss gehalten. Sie hinterließ Ehemann Al und ihre zu diesem Zeitpunkt 18-jährige Tochter Nina.
Anlässlich der Oscarverleihung 2017 wurde Janet Patterson im Segment „In Memoriam“ gedacht. Fälschlicherweise wurde jedoch ein Foto ihrer langjährigen Kollegin und Freundin Jan Chapman gezeigt.

## Filmografie
- 1984: Sweet and Sour (TV-Serie)
- 1985: Palace of Dreams (TV-Mehrteiler)
- 1987: Zwei gute Freundinnen (Two Friends) (TV)
- 1990: Sydney – U.S. Garnison, 1944 (TV)
- 1991: Edens Lost (TV)
- 1992: Wege der Liebe (The Last Days of Chez Nous)
- 1993: Das Piano (The Piano)
- 1996: Portrait of a Lady (The Portrait of a Lady)
- 1997: Oscar und Lucinda (Oscar and Lucinda)
- 1999: Holy Smoke
- 2003: Peter Pan
- 2009: Bright Star
- 2015: Am grünen Rand der Welt (Far from the Madding Crowd)